# Nafia Kuş
Nafia Kuş Aydın (* 20. Februar 1995 in Adana) ist eine türkische Taekwondoin. Sie startet vor allem in den Gewichtsklasse über 73 Kilogramm.

## Erfolge
Nafia Kuş begann im Alter von neun Jahren mit Taekwondo und gab 2011 ihr internationale Debüt bei den Erwachsenen, als sie in Hamburg bei den German Open antrat. 2013 und 2015 wurde sie noch jeweils in der Altersklasse U21 Europameisterin in der Gewichtsklasse über bzw. bis 73 Kilogramm. Bei den Weltmeisterschaften 2015 in Tscheljabinsk belegte die den dritten Platz in der Gewichtsklasse über 73 Kilogramm und wurde ein Jahr darauf in dieser Klasse hinter Bianca Walkden in Montreux außerdem Vizeeuropameisterin. In der Gewichtsklasse bis 73 Kilogramm gelang ihr 2018 in Kasan der Titelgewinn und belegte im selben Jahr bei den Mittelmeerspielen in Tarragona in der Klasse über 67 Kilogramm Rang drei. Sie sicherte sich 2019 in der Gewichtsklasse bis 73 Kilogramm bei der Universiade in Neapel die Gold- und bei den Weltmeisterschaften in Manchester die Bronzemedaille.
Bei den wegen der COVID-19-Pandemie auf das Jahr 2021 verschobenen Olympischen Spielen 2020 in Tokio schied Kuş in der Gewichtsklasse über 67 Kilogramm bereits in der Auftaktrunde nach einer 5:7-Niederlage gegen Katherine Rodríguez vorzeitig aus. Sie gewann im Jahr danach bei den Mittelmeerspielen in Oran in dieser Klasse die Goldmedaille, während sie bei den Europameisterschaften in Manchester in der Gewichtsklasse über 73 Kilogramm den dritten Platz erreichte. Ihre bis dato größten Erfolge erzielte sie schließlich im Jahr 2023. Bei den Weltmeisterschaften in Baku belegte sie in der Gewichtsklasse über 73 Kilogramm nach einem Finalsieg gegen die Usbekin Svetlana Osipova ebenso den ersten Platz wie wenige Wochen darauf bei den Europaspielen in Krakau. Dort bezwang sie in derselben Klasse im Kampf um die Goldmedaille die Polin Aleksandra Kowalczuk. Im Mai 2024 unterlag sie im Finale der Europameisterschaften in Belgrad im Finale Lorena Brandl. Bei den Olympischen Spielen 2024 in Paris zog Kuş in ihrer Konkurrenz nach zwei Siegen ins Halbfinale gegen Althéa Laurin aus Frankreich ein, der sie 0:2 unterlag. Ihren abschließenden Kampf um Bronze gewann sie gegen die Britin Rebecca McGowan mit 2:1.
Nafia Kuş studierte Physical Education an der Çukurova Üniversitesi in ihrer Heimatstadt Adana. Sie ist mit Volkan Aydın verheiratet.